# Kornwestheim Rangierbahnhof

Der Bahnhof Kornwestheim Rbf ist nach dem Mannheimer Rangierbahnhof der zweitgrößte Rangierbahnhof in Baden-Württemberg. Er befindet sich westlich von Kornwestheim im Norden der Region Stuttgart und wurde 1918 durch die Königlich Württembergischen Staats-Eisenbahnen in Betrieb genommen.

## Geographie

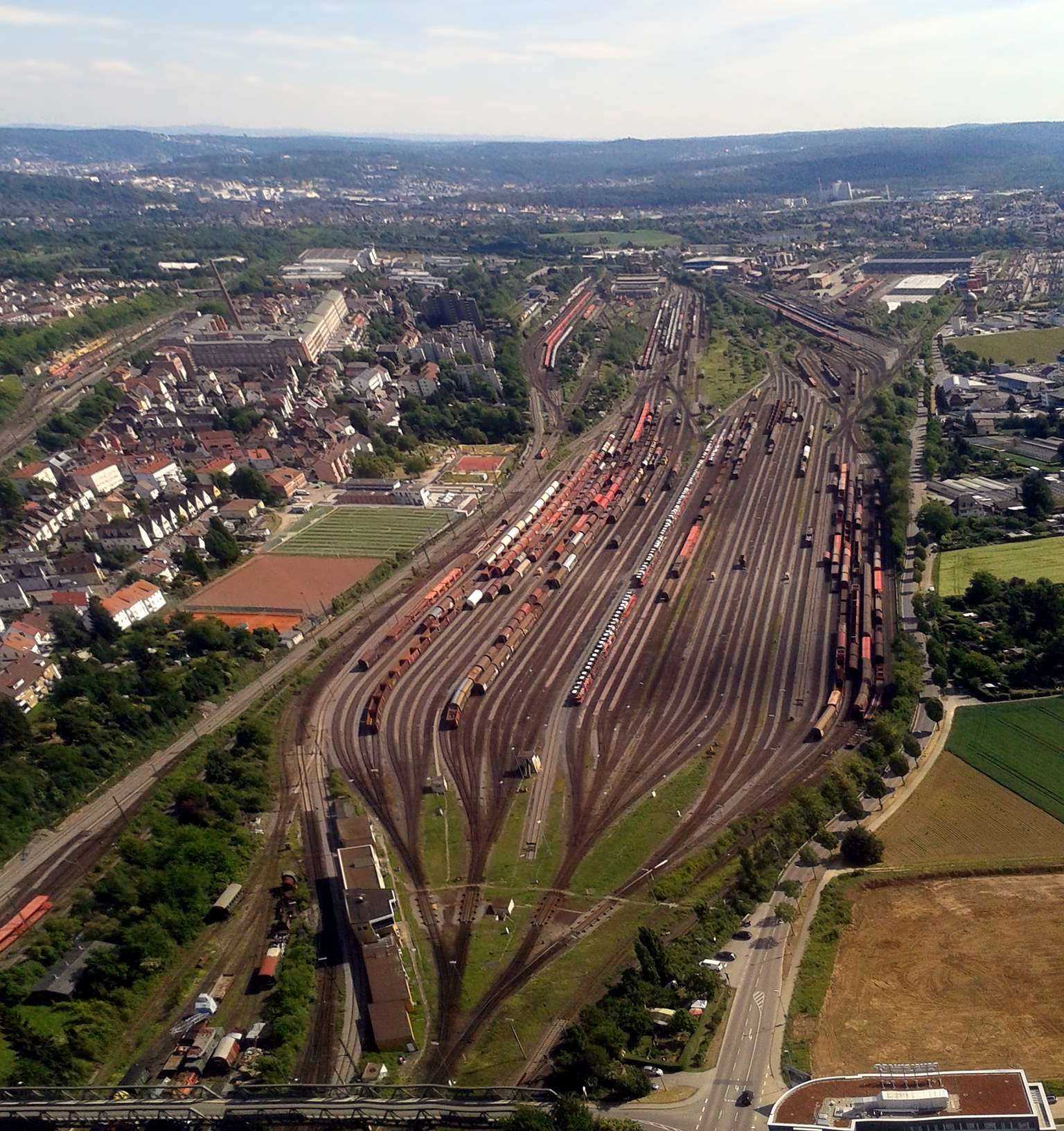
Luftaufnahme, vorne die Richtungsharfe (Juni 2015)

Der Rangierbahnhof schließt direkt an den westlichen Stadtrand von Kornwestheim an. In Nord-Süd-Richtung erreicht er eine Länge von sechs Kilometern und eine Breite von maximal 600 Metern. Im Norden enden die Anlagen in Ludwigsburg auf dem Gebiet der Pflugfelder Höhe, im Westen befindet sich die fruchtbare Landschaft des Langen Feldes, hinter der sich ungefähr jenseits der Bundesautobahn 81 das Strohgäu anschließt. Im Süden reicht die Fläche des Bahnhofs bis an die Stuttgarter Stadtteile Stammheim und Zuffenhausen heran.
Parallel zum Rangierbahnhof, aber an einer davon getrennten Strecke, gibt es in Kornwestheim im Verlauf der Frankenbahn auch den Bahnhof Kornwestheim Personenbahnhof, der Halt der Stuttgarter S-Bahn und einiger RegionalBahnen der Schusterbahn ist. Des Weiteren ist der Güterbahnhof Ludwigsburg ein Bahnhofsteil des Rangierbahnhofs, dort beginnt außerdem die von der Stadt Ludwigsburg betriebene Industriebahn Ludwigsburg.
Von Norden und Westen erreichen Güterzüge den Bahnhof über eine niveaufreie Ausfädelung aus der Franken- beziehungsweise der Westbahn südlich des Bahnhofs Ludwigsburg. Güterzüge von der Gäubahn gelangen über die Rankbachbahn nach Renningen und weiter über die württembergische Schwarzwaldbahn nach Korntal, das Ausgangspunkt einer eingleisigen Verbindungskurve nach Kornwestheim Rbf ist. Die Güterumfahrungsbahn mit ihrem Ausgangspunkt Stuttgart-Untertürkheim vermittelt die direkte Verbindung aus dem Osten von der Filstalbahn. Der Güterverkehr aus Richtung Nürnberg wird überwiegend über die Bahnstrecke Waiblingen–Schwäbisch Hall und die Bahnstrecke Backnang–Ludwigsburg geleitet, da der alternative Weg über die Remsbahn und die Güterumfahrungsbahn mit Kopfmachen in Stuttgart-Untertürkheim Rbf verbunden ist. Entlang der Hauptstrecke nach Stuttgart Hauptbahnhof gibt es ein eigenes Gütergleis, das früher zum unmittelbar nördlich des Hauptbahnhofs gelegenen Stuttgarter Güterbahnhof führte. Über dieses Gleis können Güterzüge zur Gäubahn über die topografisch ungünstigere Panoramastrecke umgeleitet werden. Eine Verbindungskurve von der Schnellfahrstrecke Mannheim–Stuttgart in den Bahnhof ist durch einen Stutzen im Tunnel Langes Feld als Bauvorleistung vorbereitet, aber bisher nicht verwirklicht worden.

## Geschichte

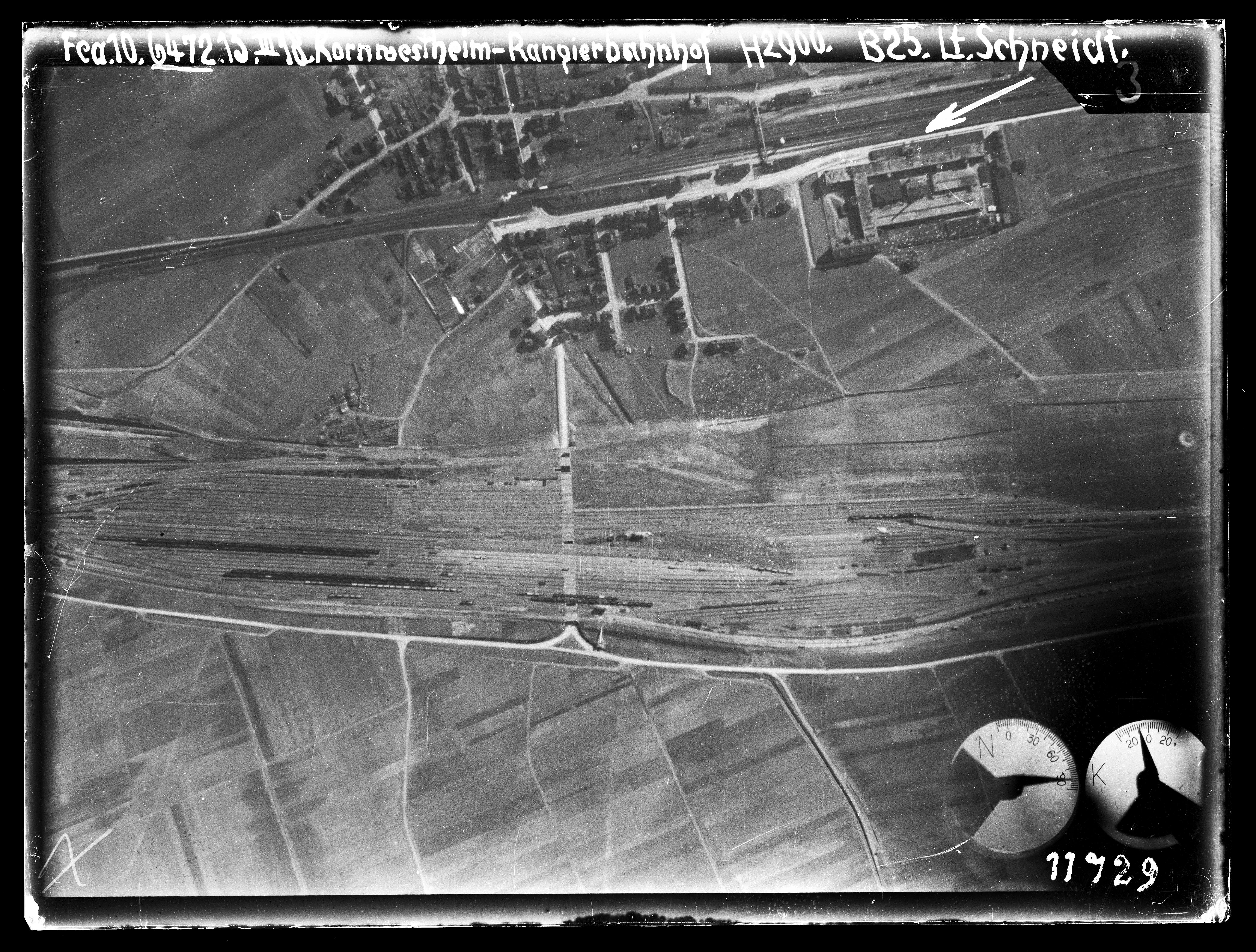
Luftbild des Rangierbahnhofs in Bau, März 1918

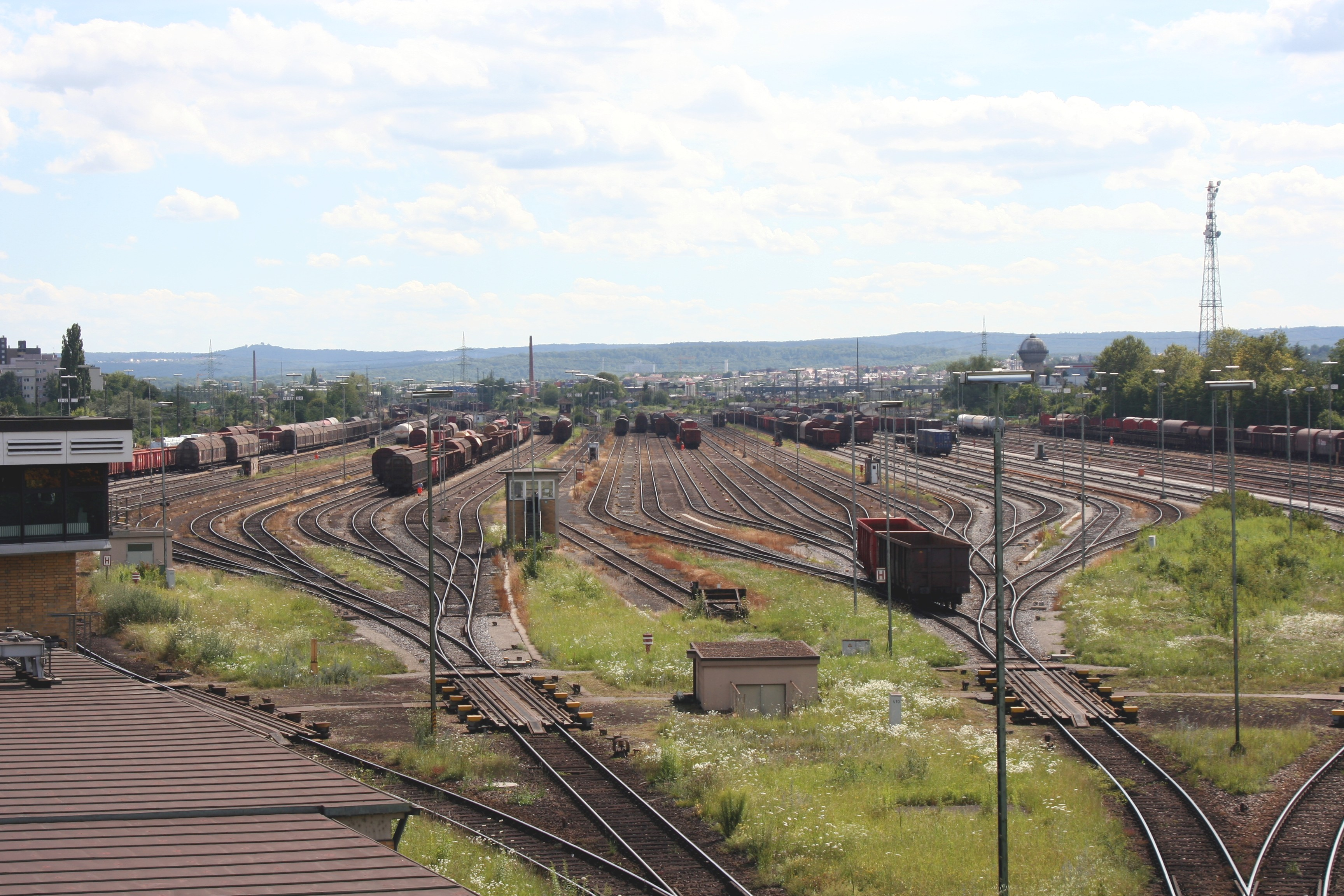
Richtungsharfe von der Straßenbrücke (Juli 2007)

Als in den 1890er Jahren der überlastete Stuttgarter Hauptbahnhof, der zuvor ein Nadelöhr für den gesamten durchgehenden Personen- und Güterverkehr darstellte, durch die Güterumgehungsbahn Untertürkheim–Kornwestheim entlastet wurde, entstanden von 1894 bis 1895 an beiden Enden der Umgehung Rangierbahnhöfe. Dieser erste Rangierbahnhof in Kornwestheim lag östlich des heutigen Personenbahnhofs und umfasste 15 Verteilgleise. Der Verkehr auf der Schiene wie auch die Einwohnerzahl Stuttgarts stiegen in den folgenden Jahren weiter rasant an: Von 1898 bis 1907 wuchs das Frachtaufkommen auf den Schienenwegen um Stuttgart um über 60 Prozent.
Da einzelne Maßnahmen nicht mehr ausreichend erschienen, beschloss der württembergische Landtag 1907 ein umfassendes Ausbauprogramm, das neben der Verlegung des Hauptbahnhofs und dem mehrgleisigen Ausbau der Zentralbahn den Neubau eines „Landesgüterbahnhofs“ als großen Rangierbahnhof für die Landeshauptstadt vorsah. Wegen der Nähe zu Stuttgart und des freien und flachen Geländes entschied Kornwestheim die Standortfrage für sich.
Mit dem Bau konnte noch vor Ausbruch des Ersten Weltkriegs begonnen werden, die ersten Grundstückskäufe wurden 1910 bis 1911 getätigt. Der Krieg verzögerte die zunächst für 1916 geplante Inbetriebnahme eines ersten Abschnitts auf Mitte 1918. Die Verbindungsbahn zum Stuttgarter Güterbahnhof konnte am 29. Juli 1918 eröffnet werden. Die Verbindung nach Untertürkheim und nach Ludwigsburg folgte am 1. Juni 1919, nachdem im Mai das Bahnbetriebswerk Kornwestheim Rangierbahnhof seinen Betrieb aufnahm. 1919 waren die Bauarbeiten überwiegend abgeschlossen. Der gesamte Rangierbahnhof wurde zunächst durch 18 Stellwerke der Bauart Jüdel gesteuert.
Die eingleisige Verbindungsbahn Abzweig Salzweg – Korntal, die den Rangierbahnhof Kornwestheim mit der Württembergischen Schwarzwaldbahn Zuffenhausen – Calw verbindet, wurde noch zur Königszeit begonnen, jedoch nur im Unterbau weitgehend angelegt. Erst 1931 begann die Fertigstellung, am 1. Dezember 1935 ging die Strecke in Betrieb. Damit entfiel das Kopfmachen der Güterzüge Richtung Calw in Zuffenhausen. Die elektrische Traktion erreichte den Bahnhof am 15. Mai 1933, als bei der Elektrifizierung der Strecke München–Stuttgart Ludwigsburg und die Güterumfahrungsbahn mitberücksichtigt wurden.
Ab 1939 errichtete die Deutsche Reichsbahn auf dem Gelände des Rangierbahnhofs die Zentralschmiede des Ausbesserungswerkes Cannstatt, die 1941 eröffnet werden konnte. Von 1947 an stellte die Schmiede die Stehbolzen für alle Dampflok-Ausbesserungswerke her. 1950 beschäftigte das Werk 450 Mitarbeiter, es wurde 1977 geschlossen. Von 1944 bis 1983 gab es in Kornwestheim Rbf eine Eisenbahnzentralschule mit einem Lehrstellwerk. Das denkmalgeschützte Lehrstellwerk gehört heute der Stadt Kornwestheim und wird von einem Förderverein betreut. Da bei der Deutschen Bahn noch viele mechanische Stellwerke, teilweise aus Kaisers Zeiten in Betrieb sind, bildet dort die Deutsche Bahn wieder aus.
Anfang der 1960er Jahre wurde der Rangierbetrieb grundlegend modernisiert: 1963 gingen vier Gleisbremsen vom Typ TW6, eine automatische Weichensteuerung und ein neues Ablaufstellwerk vom Typ DrS 60 in Betrieb, womit die Talleistung auf 185 Wagen pro Stunde erhöht werden konnte. 1965 fanden in Kornwestheim – erstmals in Deutschland – Versuche mit funkferngesteuerten Abdrücklokomotiven statt. 1969 beziehungsweise 1972 wurden die Einfahrgruppe im Norden und die Ausfahrgruppe im Süden auf neue Stellwerke vom Typ SpDrS 60 umgestellt, danach folgte eine Zentralisierung auf ein Stellwerk für den gesamten Rangierbahnhof. 1994 wurde es zu einem elektronischen Stellwerk (ESTW) umgerüstet.

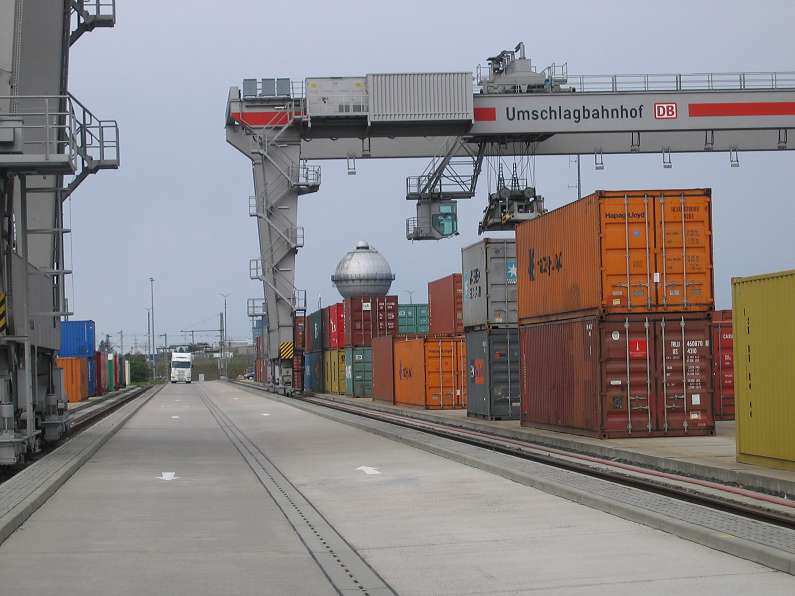
Neuer Containerbahnhof (März 2004)

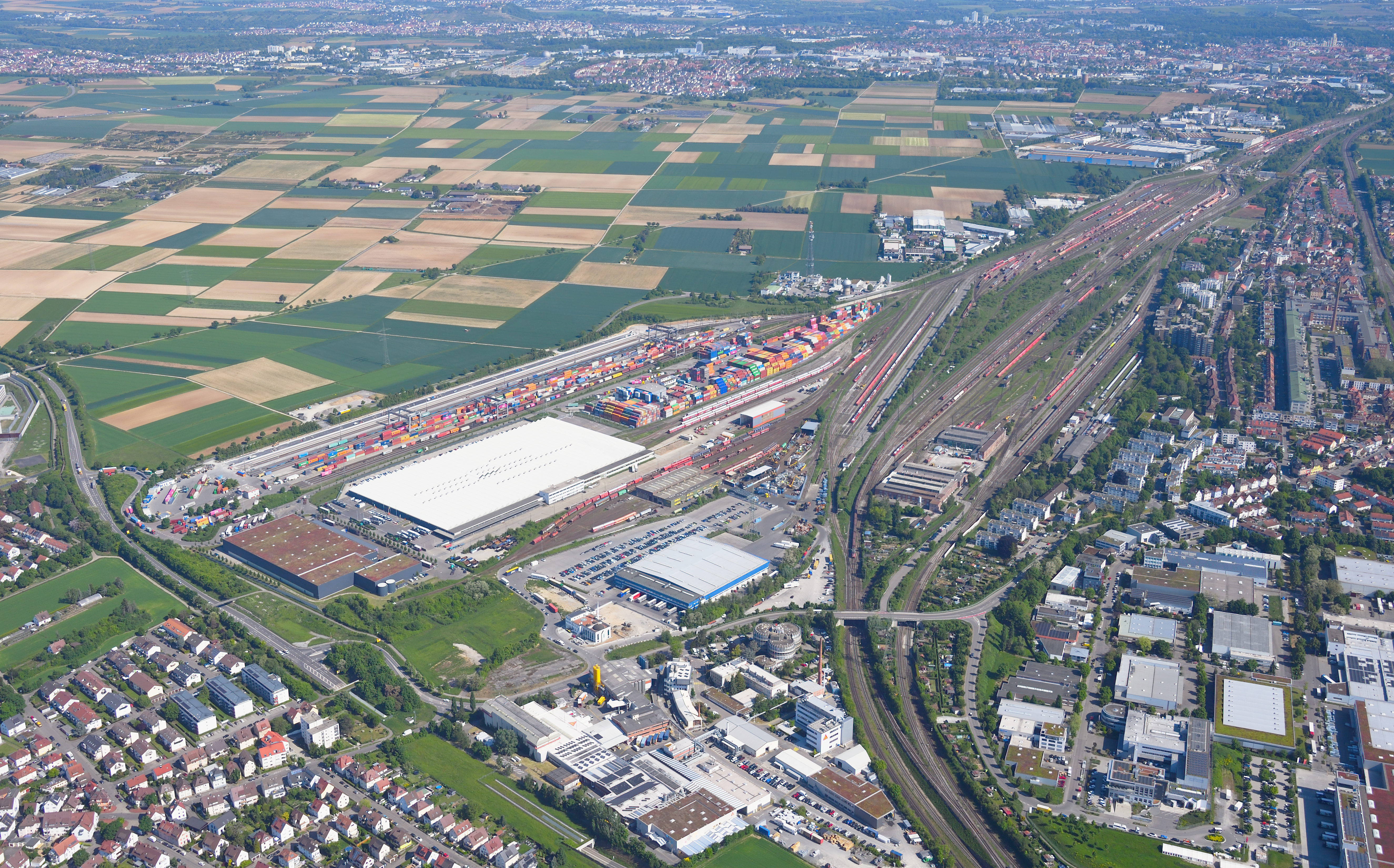
Luftbild des Kornwestheimer Rangierbahnhofs mit dem neuen Containerbahnhof links der Bildmitte (2025)

Der Container-Verkehr hielt 1968 mit der Eröffnung des Containerbahnhofs am nördlichen Ende des Bahnhofs Einzug. Seither gibt es im Nachtsprung Containerzüge nach Bremerhaven und Hamburg. 1969 wurde zusätzlich ein Huckepack-Verkehr nach Köln eingerichtet. Als Ersatz für die Güterumladestellen in Untertürkheim und Bietigheim entstand 1974 eine zentrale Umladehalle für den Stuttgarter Raum am südwestlichen Rand der Gleisanlagen.
Beim Bau der Stuttgarter S-Bahn wurde 1977 bei Ludwigsburg eine zusätzliche, weiter südlich gelegene Einfahrmöglichkeit geschaffen. Seitdem können über diese Verbindung durchgehende Güterzüge von Bietigheim-Bissingen nach Stuttgart-Untertürkheim die Hauptstrecke niveaufrei kreuzen, ohne den Rangierbahnhof auf seiner Westseite umfahren zu müssen.
Da die Kapazitäten des Containerbahnhofs nicht mehr ausreichten, wurde 1995 im Südwesten an Stelle des stillgelegten Güterbahnhofs mit dem Bau eines neuen Terminals begonnen, das 1999 in Betrieb ging. Es umfasst insgesamt acht Gleise.

## Heutige Bedeutung

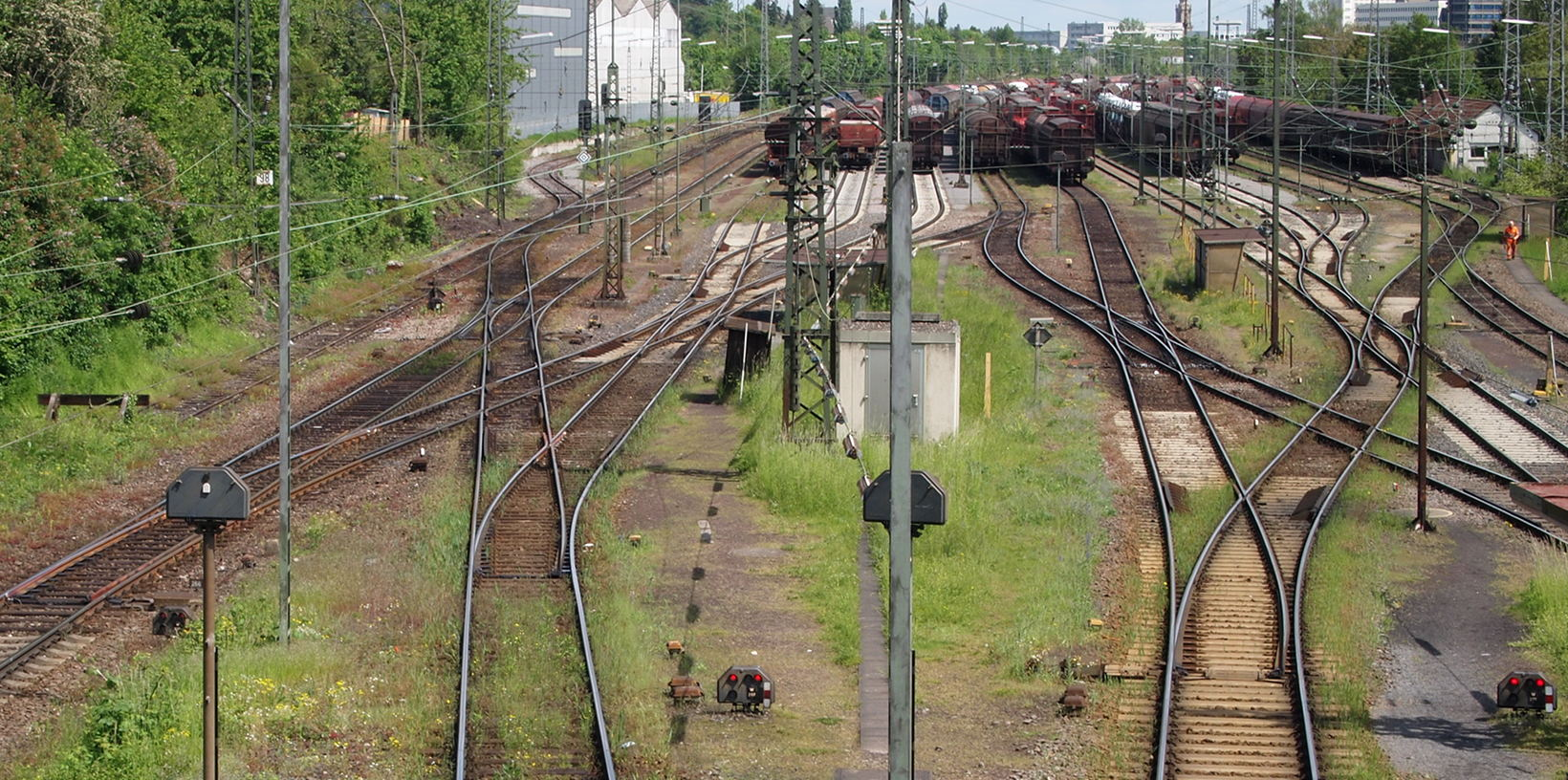
Einfahrgruppe (Kornwestheim Rbf Nord-West), vom Berg gesehen (Mai 2016)

Der Kornwestheimer Rangierbahnhof ist heute – nach seinem Mannheimer Pendant – der zweitgrößte Baden-Württembergs. Er verfügt über maximal 66 parallel gelegene Gleise mit einer Gesamtlänge von 160 Kilometern, darunter 38 Richtungsgleise. Insgesamt gibt es 520 Weichen und 300 Signale. Täglich verlassen ungefähr 100 neu gebildete Züge den Bahnhof. Darunter befinden sich Züge im Fernbereich mit den Zielen München Nord Rangierbahnhof, Nürnberg Rangierbahnhof, Mannheim Rangierbahnhof, Seelze Rangierbahnhof, Gremberg, Zürich Limmattal sowie Wolfurt.
In den 1980er Jahren gewann der Bahnhof durch die Umwandlung der Rangierbahnhöfe in Heilbronn, Horb, Stuttgart-Untertürkheim und Ulm zu Kornwestheimer Satelliten an Bedeutung.
Seit der Inbetriebnahme der Schnellfahrstrecke Mannheim–Stuttgart ist in Kornwestheim Rangierbahnhof Süd-Ost ein Rettungszug stationiert, der die Schnellfahrstrecke im Ernstfall mit Wende in Zuffenhausen erreichen kann.

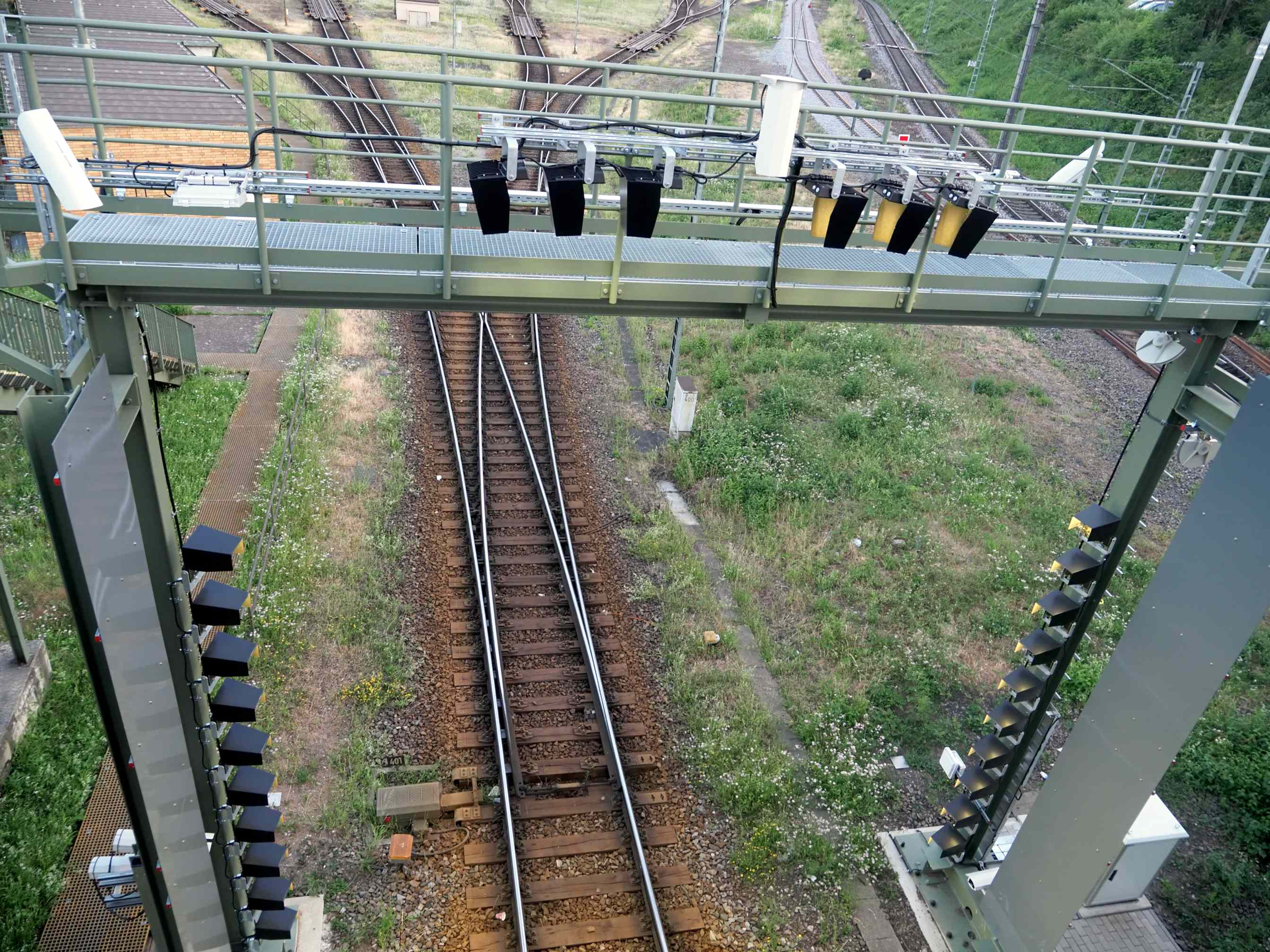
Neue Technik auf dem Ablaufberg 2023

Der Bahnhof soll in der zweiten Hälfte der 2020er-Jahre mit European Train Control System (ETCS) ausgerüstet werden.
Im Rahmen des Digitalen Knotens Stuttgart sollen die Hauptgleise des Bahnhofs sowie anschließende Streckengleise ausgerüstet werden. Der Baubeginn ist für Januar 2030 vorgesehen, die Inbetriebnahme im Dezember 2032.